# Cyclononane
Le cyclononane est un hydrocarbure de la famille des alcanes cycliques, les cycloalcanes. Il a pour formule brute C9H18